# Gadukan
 (mai 2017).
Gadukan (persan : گدوكان romanisé en Gadūkān) est un village dans la province Sistan-et-Baloutchistan en Iran. Lors du recensement de 2006, sa population était de 87 habitants répartis dans 19 familles.